# UBM (entreprise)
UBM est une entreprise de médias britannique fondée en 1918 par David Lloyd George et basée à Londres.
Le titre était coté en bourse de Londres avec le code UBM jusqu'à son rachat par Informa.

## Histoire
En septembre 2014, UBM acquiert l'entreprise d'organisations de salons Advanstar pour 900 millions de dollars. Au début octobre 2014, UBM acquiert Advanstar Communications pour 972 millions de dollars.
En décembre 2015, UBM vend PR Newswire à Cision, pour 841 millions de dollars et se recentre sur ses activités d'organisation de salons professionnels.
En juin 2016, UBM annonce l'acquisition du Content Marketing Institute.
En janvier 2018, Informa annonce l’acquisition d'UBM pour 3,8 milliards de livres.